# Cula Călățeanu
Cula Călățeanu este o culă construită în satul Enoșești, în prezent cartier al orașului Piatra Olt, la începutul sec. XIX. Cula a fost construită de către boierul Călățeanu, fost stegar în oastea lui Tudor Vladimirescu. Localizat într-o poziție strategică, lângă locul unde se afla Castrul roman Acidava, lângă drumul județean ce face legătura între Corabia, Caracal, Râmnicu-Vâlcea, Sibiu precum și aproape de intersecția unor drumuri ce duc spre Caracal, Găneasa sau Slatina. 
Cula avea ca element de apărare un zid de incintă, bine păstrat pe laturile de nord și vest. Aici se află și intrarea în forma de arc, construită din zidărie. La interior, cula are o desfășurare în plan dreptunghiular, cu o pivnița mare, boltită. La nivelul al doilea se află o terasă. O terasă cu verandă se găsește și la cel de-al treilea nivel, cu câte trei coloane cilindrice și arce pe fiecare latură, ce îi oferă o imagine deosebita față de sobrietatea altor edificii de același fel.
Clădirea este în prezent monument istoric, cu cod LMI OT-II-m-B-08987.